# Esch-sur-Sûre
Esch-sur-Sûre (luxemburgiska: Esch-Sauer) är en kommun och en liten stad i nordvästra Luxemburg. Kommunen ligger i kantonen Wiltz. Den hade  2 640 invånare år 2017. Arean är 9,8 kvadratkilometer. 